# Tetiana Zakharova-Nadyrova
Tetiana Pavlivna Zakharova-Nadyrova (Khrystynivka, 29 de janeiro de 1951) é uma ex-basquetebolista ucraniana que integrou a Seleção Soviética Feminina que conquistou as Medalhas de Ouro disputadas no XXI Jogos Olímpicos de Verão realizados em 1976 na Cidade de Montreal, Canadá e nos XXII Jogos Olímpicos de Verão realizados em 1980 na cidade de Moscou.